# Filip Felicjan Szumborski
Filip Felicjan Szumborski (ur. 03.10.1771, zm. 19.01.1851), duchowny greckokatolicki, bazylianin, w latach 1828-1851 ordynariusz unickiej diecezji chełmskiej, senator Królestwa Polskiego w czasie powstania listopadowego.

## Życiorys
Filip Szumborski urodził się w Ostrogu na Wołyniu, gdzie ukończył szkołę parafialną oraz kolegium bazyliańskie. W 1789 r. wstąpił do nowicjatu bazyliańskiego w Poczajowie i przybrał zakonne imię Felicjan. W 1790 r. złożył śluby zakonne i został wysłany do klasztoru we wsi Białystok koło Łucka. W latach 1793–1797 studiował teologię, prawo i historię Kościoła w Alumnacie Papieskim w Braniewie. Po ukończeniu studiów skierowany do Chełma, gdzie uzyskał święcenia kapłańskie z rąk biskupa Porfiriusza Skarbek Ważyńskiego. W latach 1802–1804 był profesorem unickiego seminarium duchownego w Chełmie. Przez szereg lat był też prywatnym nauczycielem w domach chełmskich rodzin szlacheckich: Rojewskich, Węgleńskich, Nieprzyckich. W 1811 r. został sekretarzem biskupa Ciechanowskiego. W 1814 r. został prowincjałem zakonu bazyliańskiego. Po sekularyzacji, na wniosek bpa Ciechanowskiego w 1825 r. został prałatem archidiakonem kapituły chełmskiej, a dwa lata później kapituła wybrała go na wikariusza generalnego. 
Po śmierci biskupa Ciechanowskiego (07.04.1828) kapituła chełmska wybrała na administratora diecezji biskupa sufragana Wincentego Siedleckiego, który z uwagi na podeszły wiek zrezygnował z ubiegania się o godność ordynariusza. 10 grudnia 1828 r. car Mikołaj I mianował biskupem ordynariuszem Szumborskiego. Przygotowując grunt pod przyszłą likwidację unii, Mikołaj I uzyskał od papieża Piusa VIII breve z 3 lutego 1830 r., na mocy którego eparchia chełmska przestała podlegać unickiej metropolii lwowsko-halickiej i stała się diecezją podlegającą bezpośrednio Stolicy Apostolskiej. Dopiero po tej decyzji 16 maja 1830 r. Szumborski otrzymał w katedrze chełmskiej z rąk biskupa Wincentego Siedleckiego, w obecności łacińskich biskupów - lubelskiego Wojakowskiego i podlaskiego Lewińskiego, sakrę biskupią. Dwa dni później Mikołaj I mianował Szumborskiego senatorem Królestwa Polskiego. W obradach senatu uczestniczył Szumborski dwukrotnie - w czerwcu i w grudniu 1830. Wobec powstania listopadowego zajął pozycję pełną rezerwy i wyczekiwania. Ofiarował na rzecz rządu powstańczego połowę swojej pensji bez prawa zwrotu, ale prawdopodobnie nie wierzył w powodzenie powstania.
Jako biskup Szumborski zachowywał postawę ugodową wobec władz rosyjskich, jednak stanowczo przeciwstawiał się zmuszaniu unitów do przechodzenia na prawosławie i likwidacji odrębności Kościoła unickiego w Królestwie Polskim. W latach trzydziestych zgodził się na wprowadzenie w cerkwiach diecezji zmian upodabniających je do cerkwi prawosławnych (m.in. ponowne wstawienie ikonostasów), jednak spotkało się to z nieprzychylnym przyjęciem ze strony wiernych i duchowieństwa. W maju 1840 r. w Warszawie Szumborski spotkał się z carem Mikołajem I, a w lipcu tego roku opuścił Chełm i udał się do Petersburga, gdzie usiłowano - bezskutecznie - wywrzeć na niego presję i przekonać do przejścia na prawosławie. Po blisko półroczny pobycie w Rosji powrócił do Chełma, gdzie 14 sierpnia 1841 r. wydał list pasterski, w którym częściowo zgodził się na postulaty władz rosyjskich, domagających się oczyszczenia obrządku unickiego z naleciałości łacińskich i upodobnienia go do zwyczajów Kościoła prawosławnego. Zmiany te wywołały zaniepokojenie ze strony wiernych i duchowieństwa oraz ostrą reakcję papieża Grzegorza XVI, który w breve z 23 lutego 1842 r. skrytykował zmiany i zażądał ich odwołania. 1 marca 1844 r. Szumborski wydał do wiernych i duchownych swej diecezji bezprzykładny list pasterski, w którym przyznawał się do winy, przepraszał za zgorszenie i odwołał swój list z sierpnia 1841 r. Postępowanie biskupa spotkało się z ostrą reakcją władz rosyjskich, które nękały go w różny sposób, nie zdecydowały się jednak na usunięcie go z urzędu. 
Mimo trudności, Szumborski starał się o podniesienie poziomu kształcenia w chełmskim seminarium duchownym, usiłował też przywrócić nadwątloną dyscyplinę w klasztorach bazyliańskich. W l. 1838-1848 zwizytował sześć dekanatów swojej eparchii. Wielokrotnie występował do władz rządowych w obronie interesów duchowieństwa unickiego, m.in. starał się o odzyskanie bezprawnie odebranych gruntów. 
Niezależnie od obowiązków ordynariusza, Szumborski interesował się botaniką i pomologią. Pozostawił kilka zebranych przez siebie zielników, założył ogrody w Chełmie, Pokrówce i Okszowie, ponadto przez kilkanaście lat prowadził obserwacje i zapiski meteorologiczne.
Dwudziestoletnie rządy Szumborskiego były okresem umocnienia i konsolidacji unickiej diecezji chełmskiej, która mimo nacisków ze strony władz skutecznie opierała się próbom oderwania jej od jedności z Kościołem rzymskokatolickim. 